# Колд-Спрінг (Міннесота)
Колд-Спрінг (англ. Cold Spring) — місто (англ. city) в США, в окрузі Стернс штату Міннесота. Населення — 4164 особи (2020).

## Географія
Колд-Спрінг розташований за координатами 45°27′27″ пн. ш. 94°25′47″ зх. д. / 45.45750° пн. ш. 94.42972° зх. д. (45.457426, -94.429757).  За даними Бюро перепису населення США в 2010 році місто мало площу 6,98 км², з яких 6,91 км² — суходіл та 0,07 км² — водойми.

## Демографія
Згідно з переписом 2010 року, у місті мешкало 4025 осіб у 1549 домогосподарствах у складі 1049 родин. Густота населення становила 577 осіб/км².  Було 1641 помешкання (235/км²).
Расовий склад населення:
| - 94,2 % — білих - 0,2 % — корінних американців - 0,2 % — чорних або афроамериканців - 0,2 % — азіатів - 0,1 % — вихідців з тихоокеанських островів - 3,9 % — осіб інших рас |

До двох чи більше рас належало 1,0 %. Частка іспаномовних становила 7,1 % від усіх жителів.
За віковим діапазоном населення розподілялося таким чином: 27,7 % — особи молодші 18 років, 53,3 % — особи у віці 18—64 років, 19,0 % — особи у віці 65 років та старші. Медіана віку мешканця становила 36,7 року. На 100 осіб жіночої статі у місті припадало 93,4 чоловіків;  на 100 жінок у віці від 18 років та старших — 88,5 чоловіків також старших 18 років.
Середній дохід на одне домашнє господарство  становив 59 752 долари США (медіана — 54 274), а середній дохід на одну сім'ю — 74 444 долари (медіана — 69 118). Медіана доходів становила 48 947 доларів для чоловіків та 31 847 доларів для жінок. За межею бідності перебувало 13,3 % осіб, у тому числі 16,0 % дітей у віці до 18 років та 17,7 % осіб у віці 65 років та старших.
Цивільне працевлаштоване населення становило 1908 осіб. Основні галузі зайнятості: освіта, охорона здоров'я та соціальна допомога — 26,1 %, виробництво — 20,4 %, роздрібна торгівля — 10,0 %, науковці, спеціалісти, менеджери — 9,1 %.